# Лексура
Лексура (груз. ლექსურა) — село в Грузії.
За даними перепису населення 2014 року в селі проживає 157 особа.